# Torenia hayatae
Torenia hayatae är en tvåhjärtbladig växtart som beskrevs av Bonati. Torenia hayatae ingår i släktet Torenia och familjen Linderniaceae. Inga underarter finns listade i Catalogue of Life.